# Христианская жизнь
«Христианская жизнь» «фр. La vie chretienne» — ежемесячный религиозный журнал Благочиния Бельгии и Голландии Архиепископии русских церквей в Западной Европе, издававшийся с 1946 по 1957 год священником Валентом Роменским при приходе Святых князя Александра Невского и преподобного Серафима Саровского в Льеже в сотрудничестве, с издаваемым Ириной Посновой журналом «Жизнь с Богом» при одноимённом издательстве в Брюсселе.

## Издатели
- протоиерей, затем протопресвитер Валент Роменский
- доктор Ирина Поснова

## История
Совместное участие в издательских и духовно-просветительских проектах направленных на Русское зарубежье привело в 1946 году к кооперации в совместном выпуске журнала. Номера часто совпадали по оформлению, текст совпадений начинается с № 3 журнала «Жизнь с Богом» за 1946 год, который идентичен № 2 «Христианской жизни» за 1946 год. Последнее параллельное издание с Акафистом Божией Матери вышло в 1954 году в Льеже и Брюсселе.